# Melaleuca longistaminea
Melaleuca longistaminea là một loài thực vật có hoa trong Họ Đào kim nương. Loài này được (F.Muell.) Barlow ex Craven mô tả khoa học đầu tiên năm 1999.